# نيكولاس كليرك
نيكولاس تيموثي كليرك، 3 مارس 1930-22 سبتمبر 2012، أكاديمي غاني، عالم في الإدارة العامة، كاهن في الكنيسة المشيخية، عمل عميدًا لمعهد غانا للإدارة العامة 1977 - 1982. كان أيضًا نائب رئيس لجنة الخدمات العامة الغانية. رأس لجنة الخدمات العامة الأوغندية 1989 - 1990.

## النشأة وعائلته
وُلد نيكولاس تيموثي كليرك يوم 3 مارس 1930 في أداوسو شرق غانا. كان والده كارل هنري كليرك (1895-1982) معلمًا زراعيًا، صحفيًا، كاهنًا مشيخيًا ورابع كاتب سينودسي في الكنيسة المشيخية في ساحل الذهب 1950 - 1954 ومُحرّر الرسول المسيحي، صحيفة الكنسية المشيخية في غانا 1960 - 1963. والدة نيكولاس، مارثا أيوركور كياو (1911-1989) من لا وكاماشي. كانت حفيدة نيي نكليشي أدي الأول، الابن الأكبر لنيي تته تسورو الأول، مؤسس وحاكم قبيلة الأوتوباي، من العائلات النبيلة في كاماشي.
نيكولاس تيموثي كليرك كان من الجيل الرابع من عائلة كليرك المهمة تاريخيًا. جدّه الأكبر من ناحية الأب، ألكسندر وورثي كليرك (1820-1906) وصل إلى كريستيانبورغ المحمية الدنماركية -الآن تُمثّل ضواحي أوسو- في أكرا في ساحل الذهب عام 1843 داعيةً للكنيسة الجامايكية الموروفية، جزءًا من المجموعة الأصلية المكوَّنة من 24 داعية من الهنود الشرقيين الذين عملوا تحت إشراف مجتمع الدعاة البازلي الإنجيلي المتمركز في بازل، سويسرا. شارك ألكسندر كليرك في تأسيس مدرسة متوسطة داخلية، مدرسة سالم عام 1843. جدته الكبرى من ناحية الأب، باولين هيسي (1831-1909) كانت من أصول دنماركية وألمانية. عمته الكبرى ريجينا هيسي (1832-1898) كانت مدرّسة رائدة ومديرة مدرسة وعملت مع الدعوة البازلية في ساحل الذهب. كان جده، نيكولاس تيموثي كليرك (1862-1961) عالم بالإلهيات وأول كاتب سينودسي للكنيسة المشيخية في ساحل الذهب 1918-1932 وكان أيضًا مؤسسًا لإعدادية داخلية، الثانوية المشيخية للبنين، التي تأسست عام 1938. جدته أنا أليس مير (1873-1934) كانت من أصول دنماركية.

## تعلميه وتدريبه
حصل على تعليمه الابتدائي في المدارس المشيخية في كبونغ. أودوماماس كروبو، سومانيا، وأوسو متنقلًا حسب الموقع التعييني التدريسي لوالده. درس في المدرسة المتوسطة الداخلية للبنين، مدرسة سالم في أوسو 1942-1945. حصل على تعلميه الإعدادي في الثانوية المشيخية للبنين في أودوماس كروبو حيث انتُخب ممثلًا للطلاب عام 1949. حصل على تدريب في علم الإلهيات وفي مجال التدريس في كلية التدريب المشيخية في أكروبونغ حيث كانت تُسمّى معهد الدعوة البازلية في أكروبونغ. أسست الكلية الدعوة البازلية عام 1848 بوصفها ثاني أقدم مؤسسة للتعليم العالي في بدايات تطور شرق إفريقيا إذ سبقتها كلية فوراه بي التي تأسست عام 1827. حصل على منحة لدراسة اللغة الإنكليزية والأدب في جامعة ليستر، جزءًا من النظام الخارجي لجامعة لندن وحصل على شهادة البكالوريوس عام 1955. كي يُصبح مؤهلًا لمنصب تدريسي، حصل على شهادة عليا في التعليم من معهد التعليم في جامعة غانا التي ارتبطت بالنظام الخارجي لجامعة لندن آنذاك. التحق بجامعة جنوب كاليفورنيا زميلًا وحصل على شهادتي الماجستير والدكتوراه في الإدارة العامة. حصل أيضًا على شهادة دبلوم في علم الإلهيات من معهد ترينيتي للإلهيات في ليغون وعُيِّن كاهنًا مشيخيًا.

## مسيرته المهنية

### الأكاديمية
في بداية مسيرته، درّس اللغة الإنكليزية والأدب في الأماكن التي درس فيها، الثانوية المشيخية للبنين في أودوماس كروبو، كلية التدريب الحكومية في بيكي وتامالي وفي قسم الفنون الحرة في جامعة كوام نكروما للعلوم والتكنولوجيا. عُين بعدها محاضرًا في السياسات العامة والإدارة في معهد غانا الإداري في التل الأخضرفي ليغون الذي كان حديث التأسيس آنذاك -عام 1962- وتدرّج في الرتب ليُصبح عميد المعهد 1977-1982. أطلق كليرك اسم المعهد «التل الأخضر»، إشارةً إلى الموقع الطبوغرافي الأخضر التلّي للحرم الجامعي، وموقعه في ليغون التي تقع تاريخيًا في أطراف العاصمة الغانية، أكرا. أسست المعهد عام 1961 حكومة غانا بدعم مالي من برنامج التمويل الخاص للأمم المتحدة للتدريب المختص للموظفين الحكوميين. يُعد المعهد اليوم المدرسة الأساسية في البلد لتدريس السياسة العامة والإدارة والحكم. عمل كليرك في الخدمة التعليمية الغانية. وكان أيضًا محاضرًا زائرًا في معهد الإدارة، جامعة غانا، معهد إدارة الأعمال حاليًا، قسم العلوم السياسية في جامعة غانا، كلية الشرطة الغانية، الأكاديمية الغانية العسكرية وكلية كادر القوات المسلحة.

### الخدمة العامة
سنة 1982، عُيّن في لجان الخدمة العامة في غانا وكيلًا، وأصبح لاحقًا نائب الرئيس. بين عامي 1989 و1990، عينّه برنامج التطوير في الأمم المتحدة مستشارًا تقنيًا للإصلاحات الإدارية ورئيسًا للجنة الخدمات العامة الأوغندية، إذ تولى فحص، إعادة تنظيم، وإصلاح الخدمات العامة في أوغندا من طريق سياسات الحكم. أدى أدوارًا مشابهة بوصفه استشاريًا في الخدمات العامة، الإدارة، والإدارة الصحية في دول إفريقية أخرى تتضمن بوتسوانا، المغرب، كينيا، نيجيريا، ليبيريا، تنزانيا وغامبيا.

### عمل الكنيسة
عمل كليرك مع الكنيسة المشيخية في غانا إداريًا أقدم، إذ عمل رئيسًا للإدارة وإدارة الموارد البشرية في مركز الكنيسة في أكرا وكان محاضرًا في معهد ترينيتي للإلهيات في ليغون حيث درّس إدارة الكنيسة ومناهج إدارية. أدار أيضًا لجنة الدعوات والتنصيب للكنيسة المشيخية في غانا. في بداية مسيرته الكنسية، كان كاهنًا مساعدًا في كنيسة ابن ذر المشيخية في أوسو. مدةً طويلة، كان الكاهن القائد لكنيسة الكرامة المشيخية في نونغوا شمال أكرا. وكان عضوًا في مجلس الثانوية المشيخية للبنين وفاعلًا في منظمة الخريجين.

## حياته الشخصية
كان كليرك متزوجًا وله ستة أطفال: مارثا، كارل، نيكولاس الابن، باولين، كرستين، وكارولين، وتتضمن مهنهم الهندسة المعمارية، إدارة الشركات، الطب، المالية، الصحة العامة ومنظمات غير ربحية. كان أخوه الأصغر عالم أمراض النبات جورج كليرك (1931-2019). كان نيكولاس أيضًا عازفًا مدربًا على البيانو والفلوت.

## وفاته
توفي نيكولاس كليرك 22 سبتمبر 2012 طبيعيًا في مستشفى كورل بو التعليمي. تمت مراسم جنازته بكنيسة ابن ذر المشيخية في منطقة أوسو ودُفن في مقبرة دعوة بازل في أوسو - أكرا.

### إرثه وذكراه
في إهداء الكنيسة عام 2019، كشفت كنيسة الكرامة المشيخية في نونغا ميشال أكرا عن لوحة في ذكرى نيكولاس تيموثي كليرك.